# Мемориальная библиотека Томпсона
Мемориальная библиотека Фредерика Ферриса Томпсона — главное здание библиотеки в Вассар-колледже в городе Покипси, штат Нью-Йорк.

## История создания
Когда в 1865 году открылся Вассар-колледж, библиотека в Майне представляла собой всего лишь комнату с фондом из трех тысяч книг. В 1893 году Фредерик Феррис Томпсон, попечитель Вассара, добавил пристройку к Главному залу колледжа, которая и являлась библиотекой, пока новое здание не было достроено в 1905 году Мэри Кларк Томпсон в качестве памятника её мужу. Благодаря щедрости жены Ф.Томпсона библиотека была расширена в 1918 году, а в 1924 году наследство Томпсон в пользу колледжа стало пожертвованием для его дальнейшей поддержки.

## Архитектура
Архитектурно здание выполнено в стиле перпендикулярной готики и построено из камня Джермантаун с отделкой из индианского известняка. Общий план здания, разработанный Фрэнсисом Р. Алленом и его коллегой Чарльзом Колленсом, представляет собой три крыла, построенных вокруг центральной башни. Башня с укрепленными стенами увенчана зубцами и шпилями. По бокам от входа, под потолочными окнами в центральном холле, находится каменный фриз с печатями колледжей и университетов (слева направо): «Lux et Veritas» Йельского университета, Вассара, Уэлсли, Брин-Мор, Смит и «Veritas» Гарварда. Под горгульями на нижних углах башни (над дверями) находятся печати Оксфорда и Кембриджа. Йель, Гарвард, Оксфорд и Кембридж изначально являлись мужскими учебными заведениями, и их печати находятся на краях башни, символизируя колонны. В остальных же школах исторически обучались только женщины, и их печати находятся в центре башни. Таким образом, архитектор библиотеки хотел напомнить женщинам Вассар-колледжа, что их образование по уровню ничем не уступает мужскому. Под фризом печатей в центральном зале расположено пять фламандских гобеленов XVII века, изображающих роман Апулея «Сказка об Амуре и Психее».

### Дополнительные преобразования
- В 1937 году на средства, полученные по завещанию Мэри Кларк Томпсон, была добавлена пристройка к югу, которая ведет к Тейлор Холлу. Эта часть здания известна как Художественная библиотека Ван Ингена в память о Генри Ван Ингене, профессоре искусства в Вассар-колледже с 1865 по 1898 год. Другое дополнение было названо в честь библиотекаря Вассар-колледжа, Аделаиды Андерхилл .[2]
- С 1961 по 1964 год интерьер библиотеки Томпсона был значительно модернизирован благодаря щедрости другого попечителя, покойной Элизабет Стилман Уильямс.

- В 2001 году была построена библиотека Марты Риверс и Э. Бронсона Инграма. Главными особенностями этого нового дополнения являются архивы и особые фонды Кэтрин Пелтон Даррелл, где находится комната редких книг Фрэнсиса Фитца Рэндольфа, а также расположены зоны для выставок, хранения, обучения и чтения. Библиотека Ингрэма также включает в себя Резервные службы, исследования для преподавателей, коллекции периодических изданий, читальный зал «Класс 1951 года», читальные залы и офисы персонала. Капитальный ремонт библиотеки Томпсона был завершен в 2001 году.

### Окно Корнаро
В западном крыле находится витраж Корнаро, заказанный специально для библиотеки и установленный в 1906 году. На снимке изображена Елена Корнаро Пископия, молодая венецианка, которой изначально было отказано в докторской степени по богословию как женщине. Тем не менее она получила докторскую степень по философии в Падуанском университете. Считается, что она первая женщина, которая получила эту степень в истории Европы.
- Окно создано мастерами компаниями John Hardman & Company из Бирмингема, Англия и Church Glass and Decorating Company из Нью-Йорка, а также их представителями в США.
- Окно было спроектировано Данстаном Пауэллом, внуком Августа Уэлби Нортмора Пугина, который в свою очередь был архитектором церкви викторианской эпохи . До сих пор не решен широко обсуждаемый вопрос о том, чья идея заключалась в выборе темы произведения.[1]
- Узоры представляют грамматику, диалектику, музыку, философию, астрономию, медицину, геометрию и теологию.
- Внизу херувимы, держащие свитки, на которых написано на латыни: «In Laud Helenae Lucretia Cornelia Piscopiae Lauria Philo In Patav Gymn Unico Ex-Emplo Donatae»
- Платье леди Елены — розовое и серое, оригинальные цвета колледжа Вассар.

## Коллекции
Сегодняшняя библиотечная система, которая включает в себя семь библиотек в Вассаре, содержит около миллиона томов и 7500 серийных, периодических и газетных названий, а также обширный фонд микрофильмов и микрофиш.

### Библиотека архивов и специальных коллекций
Archives & Special Collections хранит редкие книги, рукописи и архивные фонды колледжа. Он собирает, сохраняет и делает доступными редкие и уникальные коллекции, а также занимается обучением и просветительской деятельностью. Он расположен на первом этаже пристройки Ingram (северный конец) библиотеки.
Среди всех редких книг особенно ценными являются книги о женской истории, первые издания английских и американских литературных и исторических произведений, образцы прекрасной печати, коллекции подарочных и поваренных книг, детские книги, а также редкие карты и атласы. Важные рукописи, посвященные таким темам, как литература, политика и женская история .

### Сборник государственных документов
Вассар-колледж является федеральной библиотекой-хранилищем избранных документов правительства США с 1943 г. и в настоящее время получает примерно 25 % названий, доступных в рамках Федеральной депозитарной программы. С 1988 года Вассар был справочным центром в штате Нью — Йорк, частью депозитарной программы в Нью — Йорке. Библиотека также выборочно закупает документы Организации Объединённых Наций .

### Коллекции микротекста
Библиотека Томпсона имеет обширный фонд микрофильмов, микрофиш и микрокарт. Помимо газет и периодических изданий в микроформах, некоторые другие важные первичные исходные коллекции микроформ:
- Ранние американские отпечатки (коллекция Эванса)
- Ранние английские книги: 1475—1640 — (Поллард и Редгрейв, STC I) (микрофильм 934)
- Ранние английские книги, 1641—1700 — (Wing, STC II) (микрофильм 963)
- Ранние файлы серийного выпуска Конгресса США
- ФБР файлы на Мартина Лютера Кинга-младшего.
- Файлы службы безопасности Линдона Б. Джонсона о войне во Вьетнаме

## Media Cloisters (Медиазона)
Media Cloisters была создана в 1999 году как ультрасовременное пространство для совместного обучения и изучения его технологий. Оно предназначено для совместной академической работы с использованием высокотехнологичных инструментов, когда студенты, преподаватели, библиотекари и специалисты по информационным технологиям встречаются, чтобы изучить новые педагогические методы, ставшие возможными благодаря новейшим технологиям. Размещение Медиазоны в центре библиотеки — она находится на втором этаже к югу от центральной оси Томпсона — подчеркивает её важность для образования в Вассар-колледже. Последующий ребрендинг Media Cloisters в DMZ (Digital Media Zone) также подтвердил эту идею.

## Примечание
1. 1 2  Daniels, E, p44
2. ↑  Ground Broken at Vassar for Additions to Library. The Poughkeepsie Eagle-News. 12 декабря 1935. Дата обращения: 9 июня 2020.{{cite news}}:  Википедия:Обслуживание CS1 (url-status) (ссылка)
3. ↑  Costopoulos, J. 2008
4. ↑  Fitchett, C. 2008
5. ↑  Vassar College Libraries. Дата обращения: 12 апреля 2008. Архивировано 13 апреля 2008 года.
6. ↑  Patkus, R. 2005
7. ↑  Vassar College, 2008
8. ↑  Winum, J. 2000